# Heliodor Sztark
Heliodor Sztark (ur. 28 marca 1886 w Koninie, zm. 3 lutego 1969 w Weslaco, Teksas) – polski inżynier budownictwa, dyplomata, urzędnik konsularny, wykładowca akademicki, meloman.

## Życiorys
Syn Daniela i Natalii z d. Peczke. Absolwent politechnik – w Darmstadt (Technische Hochschule zu Darmstadt) i Brnie (C. k. česká technická vysoká škola Františka Josefa v Brně). Był zatrudniony w Łodzi (Lolat Eisenbeton), Warszawie, Moskwie, na Białorusi oraz na kolei Murmańskiej (1915–1918). Z ramienia Polskiej Misji Wojskowej prowadził biuro werbunkowo-rejestracyjne w Archangielsku (1919). W tymże roku powraca do kraju podejmując służbę w Ministerstwie Spraw Zagranicznych, m.in. na stanowiskach – kier. konsulatu, wicekonsula/konsula w Kolonii (1919–1922), prac. MSZ (1922–1926), konsula w Leningradzie (1926–1928), prac. Departamentu Administracyjnego MSZ (1928–1931), konsula i kier. konsulatu/konsula generalnego w Szczecinie (1931–1938), prac. MSZ (1938), likwidatora poselstwa w Wiedniu w randze konsula gen. (1938), konsula gen. w Pittsburghu (1938–1945). Następnie osiadł w Weslaco w Teksasie, m.in. prowadząc lektorat z języka rosyjskiego w Pan American College w Edinburgu (obecnie University of Texas Rio Grande Valley) i w bazie lotniczej w Harlingen (Harlingen Air Force Base) oraz propagując utwory Chopina, Karłowicza i Szymanowskiego. Władał również angielskim, francuskim, niemieckim i rosyjskim. Został pochowany na cmentarzu katolickim w dolinie rzeki Rio Grande.

## Ordery i odznaczenia[1]
- Krzyż Oficerski Orderu Odrodzenia Polski (7 listopada 1925)[2]
- Medal Niepodległości (9 listopada 1932)[3]
- Medal Dziesięciolecia Odzyskanej Niepodległości
- Srebrny Medal za Długoletnią Służbę
- Brązowy Medal za Długoletni Służbę
- Komandor z Gwiazdą Orderu Świętego Grzegorza Wielkiego (Stolica Apostolska)
- Komandor Orderu Korony Rumunii (Rumunia)
- Komandor Orderu Leopolda II (Belgia)
- Oficer Orderu Świętych Maurycego i Łazarza (Włochy)
- Kawaler Orderu Legii Honorowej (Francja)
- Kawaler Orderu Orła Białego (Jugosławia)